# Белецкий, Евгений Михайлович
Евгений Михайлович Белецкий (2 августа 1905 — 7 июня 1984) — советский военачальник, генерал-лейтенант авиации (1943).

## Биография
Родился  в Смоленске 2 августа 1905 года[по какому календарю?].
В сентябре 1925 года вступил в РККА, окончил Ленинградскую военно-теоретическую школу лётчиков в 1926 году, затем учился в 1-й военной школе летчиков им. А. Ф. Мясникова (Кача), после окончания, в декабре 1927 года — лётчик-инструктор в 3-й Оренбургской военной школе летчиков. В апреле 1931 года назначен командиром звена 11-го авиаотряда, в ноябре 1931 года — командиром авиаотряда 8-й эскадрильи, в октябре 1933 года — командиром эскадрильи в 40-й авиационной бригаде, в декабре 1936 года — командиром 114-й авиационной бригады, в августе 1938 года — командиром 58-й истребительной авиационной бригады Белорусского военного округа.
В декабре 1939 года Е. М. Белецкий — командующий 1-й авиационной армии особого назначения (АОН-1), участвовал в Советско-финской войне.
После расформирования армии, в феврале 1940 года назначен заместителем командующего ВВС Ленинградского военного округа, в июле 1940 года — начальником отдела боевой подготовки истребительной авиации Управления ВВС. В марте 1941 года Е. М. Белецкий становится командиром 73-й истребительной авиационной дивизии Закавказского военного округа.
С началом Великой Отечественной войны, в июне 1941 года Е. М. Белецкий назначен командующим ВВС 19-й армии Западного фронта, участвовал в Витебском и Смоленском сражениях.
В сентябре 1941 года Е. М. Белецкий — командующий ВВС 51-й армии (Крым), затем командующий ВВС Крыма, участвовал в Крымской оборонительной операции и в обороне Севастополя.
10 июля 1942 года Е. М. Белецкий становится командиром новой 1-й истребительной воздушной армии, занимался её формированием в районе Ельца. Не завершив формирования, 5 июля 1942 года армия была введена в бой в ходе Воронежско-Ворошиловградской операции, нанесла немалый ущерб врагу, но в боях понесла большие потери, 29 июля 1942 года была расформирована, оставшиеся войска и большая часть управления были использованы при формировании 16-й воздушной армии.
10 сентября 1942 года Е. М. Белецкий был назначен командиром нового 1-го истребительного авиационного корпуса, к 16 октября 1942 года корпус был сформирован, с 23 октября 1942 года участвовал в боях. Командуя корпусом в составе различный армий и фронтов Е. М. Белецкий участвовал в Великолукской, Демянской, Орловской (Курская битва), Брянской, Городокской, Витебской, Белорусской, Прибалтийской, Курляндской и Берлинской операциях. 18 марта 1943 года Корпус был преобразован в 1-й гвардейский истребительный авиационный корпус, за освобождение Минска корпусу было присвоено почётное наименование Минского..
После Победы Е. М. Белецкий в той же должности, затем был назначен заместителем командующего 16-й воздушной армии по боевой подготовке, с апреля 1946 года — заместитель начальника Главного штаба ВВС по лётным службам, с декабря 1949 года — заместитель начальника Главного управления Гражданского воздушного флота (ГУ ГВФ) по эксплуатации. В 1959 году вышел в отставку.
Умер 7 июня 1984 года в Москве, похоронен на Введенском кладбище (уч. 17).

## Воинские звания
- комбриг — 23.12.1939
- генерал-майор авиации — 04.06.1940
- генерал-лейтенант авиации — 17.03.1943

## Награды
- Орден Ленина (15.11.1950)[2]
- Три ордена Красного Знамени (23.11.1942, 6.11.1945, 30.12.1956)
- Орден Кутузова 1-й степени (29.05.1945)
- Орден Суворова 2-й степени (26.07.1944)
- Орден Кутузова 2-й степени (27.08.1943)
- Два ордена Красной Звезды (25.05.1936, за успехи в боевой подготовке, 3.11.1944)
- Медали

## Память
Именем Е. М. Белецкого названа улица в Минске, на доме № 4 этой улицы находится (находилась) Мемориальная доска с надписью: «Улица названа именем генерал-лейтенанта авиации Евгения Михайловича Белецкого, командира 1-го гвардейского истребительного авиационного Минского корпуса, участника освобождения столицы Белоруссии от немецко-фашистских захватчиков».

## Документы
- Общедоступный электронный банк документов «Подвиг Народа в Великой Отечественной войне 1941—1945 гг.» Архивировано 13 марта 2012 года. № в базе данных 12055539. Архивировано 9 апреля 2013 года., 46557233. Архивировано 9 апреля 2013 года., 12115786. Архивировано 9 апреля 2013 года., 27992156. Архивировано 9 апреля 2013 года., 46487456. Архивировано 9 апреля 2013 года., 46775764. Архивировано 9 апреля 2013 года.